# Fat Music Vol. IV: Life in the Fat Lane
Fat Music Volume 4: Life in the Fat Lane è la quarta raccolta pubblicata dall'etichetta Fat Wreck Chords nel 1999.

## Tracce
1. May 16 - Lagwagon
2. Road Rash - Mad Caddies
3. Coming Too Close - No Use for a Name
4. Pass The Buck - Sick of It All
5. Twat Called Maurice - Consumed
6. Promise to Distinction - $wingin' Utter$
7. Heresy, Hypocrisy, and Revenge - Good Riddance
8. Do You Wanna Fight Me - Frenzal Rhomb
9. The Exhumation of Virginia Madison - Strung Out
10. Taken - Avail
11. San Dimas High School Football Rules - The Ataris
12. Old School Pig - Tilt
13. Part Time SF Ecologist - Goober Patrol
14. The Plan - NOFX
15. Keep the Beat - Snuff
16. Dummy Up - Screeching Weasel
17. My Favorite Things (cover di Oscar Hammerstein II e Richard Rodgers, da Tutti insieme appassionatamente) - Me First and the Gimme Gimmes
18. Quadret Im Kreis - Wizo